# Гаральд Ріттерсбахер
Гаральд Ріттерсбахер (нім. Harald Rittersbacher; нар. 27 квітня 1963) — колишній німецький тенісист.
Найвищу одиночну позицію світового рейтингу — 257 місце досяг 14 липня 1986, парну — 183 місце — 14 липня 1986 року.

## Титули на челленджерах

### Парний розряд: (1)
| Ранг | Рік  | Турнір                       | Покриття | Партнер    | Суперники                | Рахунок  |
| ---- | ---- | ---------------------------- | -------- | ---------- | ------------------------ | -------- |
| 1.   | 1989 | Монтабаур, Західна Німеччина | Ґрунт    | Нік Фулвуд | Карстен Браш Дірк Леппен | 7–5, 6–3 |